# Tabanus madoerensis
Tabanus madoerensis är en tvåvingeart som beskrevs av Schuurmans Stekhoven 1926. Tabanus madoerensis ingår i släktet Tabanus och familjen bromsar. Inga underarter finns listade i Catalogue of Life.